# Heinrich Bebel
Heinrich Bebel (latin Bebelius), född 1472 i ett fattigt bondehem i Württemberg, död den 31 mars 1518, var en tysk humanist.
Bebel blev 1497 lärare i poesi och vältalighet vid Tübingens universitet. Han stod i vänskapsförhållande till Erasmus och Reuchlin samt gällde för en av sin tids lärdaste latinare. Kejsar Maximilian utnämnde honom 1501 till poeta laureatus. Bebel blev en nagel i ögat på det gamlas anhängare genom sina fritänkaråsikter och den bitande kvicka form, i vilken han klädde dem. Bland hans arbeten märks Ars versificandi samt Facetiæ (1506; med vassa angrepp på prästerskapet och delvis betänkligt "vågade" berättelser), Triumphus Veneris (6 böcker på hexameter, 1509; en skarp satir på tidens sedefördärv) och Proverbia germanica (ny bearbetning 1879). Georg Wilhelm Zapf skrev hans levnadsteckning, Heinrich Bebel (1802).